# Peter Zimmermann (Schauspieler)
Peter Zimmermann (* 13. August 1951 in Ost-Berlin) ist ein deutscher Schauspieler und Regisseur.

## Leben
Peter Zimmermann absolvierte seine Schauspielausbildung an der Hochschule für Schauspielkunst „Ernst Busch“. Schon vor seiner Ausbildung stand er am Deutschen Theater in Berlin auf der Bühne. Spätere Theaterengagements führten ihn zunächst nach Karl-Marx-Stadt (jetzt Chemnitz), später nach Zittau, Nordhausen und Frankfurt/Oder. Seine ersten Kinorollen waren die Filme Achillesferse und Bis dass der Tod euch scheidet (1979). 1985 gewann der Film Die Frau und der Fremde in dem er eine der drei Hauptrollen spielte, den Goldenen Bären auf der Berlinale (Regie: Rainer Simon). Von 1994 bis 2017 war er Professor an der Hochschule für Film und Fernsehen „Konrad Wolf“ (heute Filmuniversität) in Babelsberg. Dort leitete er viele Jahre die Schauspielabteilung. Von 2006 bis 2009 spielte er in der ZDF-Telenovela Wege zum Glück die Rolle des Multimillionärs Richard van Weyden. 2009 stand er in Ludwigsburg für die ARD-Vorabendserie Eine für alle – Frauen können’s besser als Viktor Vollenbrinck vor der Kamera.
Peter Zimmermann und Heike Jonca sind die Eltern der Schauspielerin Nele Jonca (* 1982).

## Filmografie

### Kino (Auswahl)
- 1979: Chiffriert an Chef – Ausfall Nr. 5
- 1979: Bis daß der Tod euch scheidet
- 1985: Die Frau und der Fremde
- 1985: Atkins
- 1986: Das Haus am Fluß
- 1988: Faithfulness we pledge
- 1988: Der Sommer des Falken
- 1988: In einem Atem
- 1989: Wir bleiben treu
- 1990: Motivsuche
- 1991: Der Fall Ö.
- 1993: Macanudo
- 1998: Im Namen der Unschuld
- 2011: Match-Das Todesspiel
- 2012: Manz
- 2019: Capelli Code

### Fernsehen (Auswahl)
- 1978: Clavigo (TV-Studioaufzeichnung)
- 1986: Richter in eigener Sache
- 1986: Kalter Engel
- 1987: Polizeiruf 110: Zwei Schwestern (TV-Reihe)
- 1988: Rapunzel oder Der Zauber der Tränen
- 1988: Die Geschichte von der Gänseprinzessin und ihrem treuen Pferd Falada
- 1995: Kanzlei Bürger
- 1997: Im Namen der Unschuld
- 2005–2006: Hinter Gittern (2 Folgen)
- 2006–2009: Wege zum Glück
- 2008: Tatort – Tod einer Heuschrecke
- 2009: Eine für alle – Frauen können’s besser
- 2010: Gute Zeiten, schlechte Zeiten
- 2011: Die Prinzessin auf der Erbse, Regie: Bodo Fürneisen
- 2015: Block B – Unter Arrest
- 2018: In aller Freundschaft – Die jungen Ärzte – Lernen und lernen lassen